# Instytut Sterowania i Systemów Informatycznych Uniwersytetu Zielonogórskiego
Instytut Sterowania i Systemów Informatycznych Uniwersytetu Zielonogórskiego wchodzi w skład Wydziału Nauk Inżynieryjno-Technicznych.

## Historia
Został utworzony w 1992 r. z inicjatywy prof. dr. hab. inż. Józefa Korbicza. Do 1998 r. funkcjonował pod nazwą Instytut Robotyki i Inżynierii Oprogramowania. Od 2019 r. Instytut jest koordynatorem Rady Dyscypliny Informatyka Techniczna i Telekomunikacja na Uniwersytecie Zielonogórskim.

## Struktura
Aktualnie Instytut obejmuje trzy zakłady:
- Zakład Informatyki Technicznej (kierownik: prof. dr hab. inż. Andrzej Obuchowicz),
- Zakład Systemów Automatyki i Robotyki (kierownik: prof. dr hab. inż. Dariusz Uciński),
- Zakład Systemów Informatycznych i Cyberbezpieczeństwa (kierownik: dr hab. inż. Remigiusz Wiśniewski, prof. UZ).

W ramach Instytutu działa także redakcja czasopisma naukowego International Journal of Applied Mathematics and Computer Science (AMCS), indeksowanego od 2007 r. w bazie JCR.

## Kadra
Aktualnie w Instytucie zatrudnionych jest:
- 18 pracowników naukowo-dydaktycznych oraz 13 pracowników dydaktycznych, w tym 5 profesorów, 11 doktorów habilitowanych, 11 doktorów i 4 magistrów,
- 6 pracowników administracyjno-technicznych.

## Główne obszary badawcze
W zakresie informatyki technicznej badania prowadzone są w takich obszarach jak:
- systemy obliczeń inteligentnych,
- uczenie maszynowe i analiza danych w medycynie,
- informatyka kwantowa,
- systemy cyberfizyczne,
- zastosowania grafiki komputerowej.

Z kolei w zakresie automatyki tematyka badań skupiona jest na:
- diagnostyce technicznej i sterowaniu tolerującym uszkodzenia,
- układach o parametrach rozłożonych,
- optymalizacji dyskretnej.

## Dydaktyka[7]
Instytut bierze udział w kształceniu na poziomie inżynierskim, magisterskim oraz doktoranckim na następujących kierunkach: informatyka, automatyka i robotyka, biznes elektroniczny, a także inżynieria biomedyczna.

## Kierownictwo[8]
- Dyrektor: prof. dr hab. inż. Krzysztof Patan,
- Zastępca: dr hab. inż. Marek Kowal, prof. UZ.